# DNA-DNA分子交雑法
DNA-DNA分子交雑法（DNA-DNAぶんしこうざつほう）とはDNA配列間の類似性を評価する分子生物学的手法である。この手法は2つのDNA鎖の塩基配列の相同性を定量的に評価することに使用される。主に生物の種 (分類学)間の遺伝的な隔たりを用いることに使用され、特に細菌と古細菌の分類で重要視される。
また、このように種間の遺伝的な距離を定量的に評価することは生物の分類における系統樹を作り上げるために有効なアプローチの一つとして挙げられ、鳥類の分類における、シブリー・アールキスト鳥類分類に用いられた。
別名DNA - DNAハイブリダイゼーション、DNA-DNAハイブリ、DNA-DNA交雑法など。

## 原理
DNAは二本鎖が二重らせん構造を取っており、5'→3'鎖（便宜的に鋳型鎖）と3'→5'鎖（便宜的に非鋳型鎖）が相補的な関係にある。鋳型鎖と非鋳型鎖が完全に相補的な関係にある場合は、完全に塩基対が形成されており、変性には極めて高いエネルギーを要する。
対して、鋳型鎖と非鋳型鎖がある程度の相補性を持つが完全ではない場合は、相同性の高い部分については結合が見られるが、A-T、G-C結合の形成されない部分に関しては、お互い一本鎖になり、変性したままの状態となる。したがって、一部が水素結合を形成する不完全な二本鎖となる。さらに相補性の全く無い二本鎖を交雑させると、全く水素結合が見られずお互い一本鎖のまま鋳型鎖および非鋳型鎖が浮遊する状態となる。
変性温度は、鋳型鎖および非鋳型鎖の配列がいかに相補的か（相同性が存在するか）によって決定され、相同性の高い二本鎖では変性温度は高く、相同性の低い二本鎖では変性温度は低い。なお、核酸の変性温度のことを融解温度（Tm）と一般的に表記する。

## 手法
比較する2つの種から抽出したDNAを600-800塩基対程度に切断、あるいは特定の部分のみをPCR法などで増幅し、加熱あるいはアルカリ溶液中に入れることで一本鎖にする。これを冷却したり中性にすると相補的な一本鎖の間でA-T,G-C結合が再生する。このとき、2つの種から由来した相補的なDNA同士が結合し、ハイブリッドを作る。ここで、双方の類似性が高いほど結合に寄与する塩基対が多いため、強固に結合している。すなわち、類似性が高いDNA同士ほど結合を切り離すために、より大きなエネルギーが必要である。ハイブリッドを再度加熱し、一本鎖に戻る温度を評価することで、双方のDNAの類似性を定量的に評価することが出来る。
かつては、ハイブリッド形成した二本鎖を安定同位体を用いた密度勾配遠心で同定していたが、現在は蛍光を発する塩基を用いた蛍光顕微鏡観察が行なわれている。この蛍光塩基を用いることで更に交雑法は簡便になったといえる。

## 問題点
DNA-DNA分子交雑法は、特定の配列を増幅して配列の異なる二本鎖をそれぞれ混合して、変性、交雑を繰り返し観測するだけであり、その利便性から簡便にDNA同士の配列相同性を確認するには優れている。
しかしながら、シークエンシング技術および系統解析の方法が確立しつつある現代においては、DNA-DNA分子交雑法はデータの精密性に関して、塩基配列の完全比較には劣るところがあり、信頼性は低下していることは否めない。
しかしながら、データが出るまでの迅速さや簡便性はシークエンシング法に勝るところがあり、今なお新種の分類や網羅的な既知の生物のDNA配列相同性比較に使用されている。

## 発展
DNA-DNA分子交雑法の原理は、近年、DNAチップへと応用されて、簡易にDNAを特定できるものとして、様々な分野で脚光を浴びつつある。